# Campeonato Mundial de Halterofilismo de 2009 - Até 56 kg masculino
A competição masculina na divisão até 56 kg foi realizada em 20 de novembro de 2009.

## Calendário
Os competidores foram divididos em dois grupos:
| Dia            | Horário | Fase    |
| -------------- | ------- | ------- |
| 20 de novembro | 16:00   | Grupo B |
| 20 de novembro | 19:00   | Grupo A |

## Medalhistas
| Prova     | Ouro                | Ouro   | Prata               | Prata  | Bronze                 | Bronze |
| --------- | ------------------- | ------ | ------------------- | ------ | ---------------------- | ------ |
| Arranque  | Wu Jingbiao (CHN)   | 131 kg | Long Qingquan (CHN) | 130 kg | Khalil El-Maaoui (TUN) | 125 kg |
| Arremesso | Long Qingquan (CHN) | 162 kg | Wu Jingbiao (CHN)   | 155 kg | Sergio Álvarez (CUB)   | 154 kg |
| Total     | Long Qingquan (CHN) | 292 kg | Wu Jingbiao (CHN)   | 286 kg | Sergio Álvarez (CUB)   | 274 kg |

## Recordes
Antes desta competição, os recordes mundiais da categoria eram os seguintes:
| Recorde         | Tipo      | Atleta            | Peso   | Local   | Data                   |
| --------------- | --------- | ----------------- | ------ | ------- | ---------------------- |
| Recorde mundial | Arranque  | Halil Mutlu (TUR) | 138 kg | Antália | 4 de novembro de 2001  |
| Recorde mundial | Arremesso | Halil Mutlu (TUR) | 168 kg | Trenčín | 24 de abril de 2001    |
| Recorde mundial | Total     | Halil Mutlu (TUR) | 305 kg | Sydney  | 16 de setembro de 2000 |

## Resultados
Ref.
| Pos.              | Atleta                     | Grupo | Peso (kg) | Arranque (kg) | Arranque (kg) | Arranque (kg) | Arranque (kg) | Arremesso (kg) | Arremesso (kg) | Arremesso (kg) | Arremesso (kg) | Total (kg) |
| Pos.              | Atleta                     | Grupo | Peso (kg) | 1             | 2             | 3             | Pos.          | 1              | 2              | 3              | Pos.           | Total (kg) |
| ----------------- | -------------------------- | ----- | --------- | ------------- | ------------- | ------------- | ------------- | -------------- | -------------- | -------------- | -------------- | ---------- |
| Medalha de ouro   | Long Qingquan (CHN)        | A     | 55,43     | 125           | 130           | 132           | 2             | 156            | 162            | 169            | 1              | 292        |
| Medalha de prata  | Wu Jingbiao (CHN)          | A     | 56,00     | 125           | 131           | 131           | 1             | 155            | 160            | 161            | 2              | 286        |
| Medalha de bronze | Sergio Álvarez (CUB)       | A     | 55,85     | 115           | 120           | 125           | 5             | 147            | 152            | 154            | 3              | 274        |
| 4                 | Jadi Setiadi (INA)         | A     | 55,44     | 118           | 123           | ---           | 4             | 147            | 150            | 150            | 4              | 273        |
| 5                 | Khalil El-Maaoui (TUN)     | A     | 55,78     | 125           | 128           | 130           | 3             | 142            | 146            | 151            | 6              | 271        |
| 6                 | Ruslan Makarov (UZB)       | A     | 55,71     | 114           | 117           | 119           | 6             | 140            | 144            | 147            | 8              | 261        |
| 7                 | Yang Chin-yi (TPE)         | A     | 55,86     | 115           | 121           | 121           | 7             | 145            | 150            | 150            | 7              | 260        |
| 8                 | Masaharu Yamada (JPN)      | A     | 55,92     | 105           | 109           | 109           | 11            | 145            | 150            | 153            | 5              | 259        |
| 9                 | Víctor Castellano (VEN)    | B     | 56,00     | 108           | 108           | 111           | 9             | 132            | 136            | 140            | 11             | 247        |
| 10                | Erzat Osmonaliev (KGZ)     | B     | 55,90     | 107           | 111           | 114           | 8             | 127            | 127            | 132            | 13             | 246        |
| 11                | Yoichi Itokazu (JPN)       | B     | 55,98     | 102           | 106           | 108           | 14            | 132            | 136            | 138            | 10             | 244        |
| 12                | Vito Dellino (ITA)         | A     | 55,79     | 105           | 109           | 109           | 15            | 135            | 140            | 140            | 12             | 240        |
| 13                | Gökhan Kılıç (TUR)         | B     | 55,94     | 105           | 108           | 110           | 10            | 125            | 130            | 132            | 15             | 240        |
| 14                | Mustafa Ramo (SYR)         | B     | 56,00     | 103           | 103           | 103           | 17            | 130            | 132            | 137            | 14             | 235        |
| 15                | Ahmed Abdul-Monem (IRQ)    | B     | 55,91     | 107           | 113           | 113           | 12            | 125            | 125            | 132            | 16             | 232        |
| 16                | Iván Hernández (ESP)       | B     | 55,85     | 097           | 101           | 103           | 18            | 120            | 120            | 120            | 17             | 221        |
| ---               | Javier Guirado (ESP)       | B     | 55,60     | 103           | 106           | 109           | 13            | 123            | 123            | 123            | ---            | ---        |
| ---               | Omarguly Handurdyýew (TKM) | B     | 55,96     | 100           | 105           | 105           | 16            | 130            | 130            | 130            | ---            | ---        |
| ---               | José Montes (MEX)          | A     | 55,99     | 105           | 105           | 105           | ---           | 136            | 140            | 143            | 9              | ---        |